# Ryania mansoana
Ryania mansoana är en videväxtart som beskrevs av August Wilhelm Eichler. Ryania mansoana ingår i släktet Ryania och familjen videväxter. Inga underarter finns listade i Catalogue of Life.